# Holawaka
Holawaka, nella mitologia dei galla dell'Etiopia, è un leggendario uccello messaggero.

## Nel mito
All'alba dei tempi il fato degli esseri umani stava per essere deciso dal messaggero degli dei l'uccello Holawaka. Il volatile doveva recitare il procedimento che garantiva la vita eterna, ovvero i vecchi dovevano strapparsi la pelle per tornare giovani. Durante il viaggio per fame rivelò il segreto ad un serpente che in cambio gli diede da mangiare. Per il suo tradimento gli esseri umani trovarono la morte. Per questo misfatto le divinità inflissero al volatile una terribile malattia, per cui ancora oggi si odono e sue grida di dolore.